# Sackville Records
Sackville Records is een Canadees platenlabel, dat zich gespecialiseerd heeft in het uitbrengen van jazz-platen. Het label werd in 1968 in Ontario opgericht door John Norris en Bill Smith van jazz-magazine CODA. Het merendeel van de uitgebrachte albums zijn sessies die in studio's in Canada zijn opgenomen. Ook heeft het platen opnieuw uitgebracht. In de jaren negentig werd het label de distributeur van American Music Records, Chiaroscuro Records, Nagel-Heyer Records, Classics Records, Storyville Records en Timeless Records.
Artiesten wier muziek op Sackville uitkwam zijn onder meer Anthony Braxton, Doc Cheatham, Milt Hinton, Art Hodes, Keith Ingham, Jay McShann, Don Pullen, Archie Shepp, Willie "The Lion" Smith, Ralph Sutton en Buddy Tate.